# 記憶の葉っぱ
記憶の葉っぱ（きおくのはっぱ）は、2020年5月30日に南海放送で放映されたテレビドラマ。
日本民間放送連盟賞・全国優秀賞受賞作品。文化庁芸術祭出品作品。

## 概要
原作は日本テレビ「NNNドキュメント」で放送されたドキュメンタリー「薫ちゃんへ。〜認知症の妻へ1975通のラブレター」(南海放送制作)で、月間ギャラクシー賞を受賞している。内容は、若年性認知症を患った妻・薫への介護経験や感想を日誌に綴った夫・金森の言葉がまるでラブレターのようになっている。
当該ドキュメンタリーを基にしたフィクションであり、金森氏が綴った日誌の中に出てくる「記憶の葉っぱ」というワードがそのままタイトルになっている。金森は妻の記憶を木の葉っぱになぞらえて、今日はどれくらい枯れているのか、今日は枯れ落ちてしまうのか、といった心情を日誌に残している。ドラマではタイムサスペンスのようにその葉っぱと並行するようにストーリーが進み、夫妻の十数年に及ぶ悲喜交交を軽快に描いている。最後のエンディング部分は、 ASIAN KUNG-FU GENERATIONの「青空と黒い猫」が流れる中、金森のリアルな映像や言葉が次々と映し出される。
初オンエア後は愛媛県内で大きな反響を呼び、視聴者から愛媛新聞への投書が相次いだ。これは、ドラマの主人公モデルとなった金森がもともと、愛媛新聞への投書で認知症の妻の介護談などを明るく赤裸々に綴っていたため、視聴者の反響もそちらへ集中したものと思われる。

## キャスト・スタッフ
- 出演：桝形浩人（金森一臣役）、松本久美（金森薫役）ほか。
- 監督・脚本・編集：岩城一平。